# Dainius Adomaitis
Dainius Adomaitis (né le 19 janvier 1974 à Šakiai) est un joueur puis entraîneur lituanien de basket-ball, qui a joué en position d'ailier.

## Carrière
En décembre 2013, l'entraîneur du Lietuvos rytas, Dirk Bauermann est licencié par le club qui vient d'être éliminé de l'Euroligue lors de la saison régulière. Adomaitis, son adjoint, le remplace à titre intérimaire, jusqu'à la nomination d'Aleksandar Petrović jusqu'à la fin de la saison,.
Il est nommé entraîneur de l'Hapoël Jérusalem en janvier 2021 et limogé en avril 2021,.

## Palmarès
- Triple champion de Lituanie avec le Žalgiris Kaunas  dans les années 1997-1999
- Lauréat de l'EuroCoupe saison 1997-1998
- Champion de l'Euroligue de basket-ball saison 1998-1999,
- Finaliste de la ligue polonaise dans la saison 1999-2000 sous les couleurs  Anwilu / Nobiles Jacksonville
- Deux fois champion de la ligue polonaise en 2000-2001 et 2001-2002 saisons sous les couleurs du Slask Wroclaw
- Vainqueur de la coupe de France avec le BCM Gravelines-Dunkerque en 2005
- Champion de Lettonie avec le BK Barons en 2008
- Champion de l'Eurocoupe avec le BK Barons en 2008

## Équipe nationale
- Champion d'Europe des 20 ans et moins en 1996,
- Médaillé de bronze aux Goodwill Games en 1998,
- Participant aux Championnats d'Europe 1997 de Barcelone
- Médaillé de bronze aux Jeux olympiques de Sydney de 2000.